# Liste des affluents de l'Inn
L'Inn ( romanche.  En ) est une rivière longue de 517 km. Son bassin versant est de 25 700 km2.   

## Affluents en Suisse
| gauche | droit |
| --- | --- |

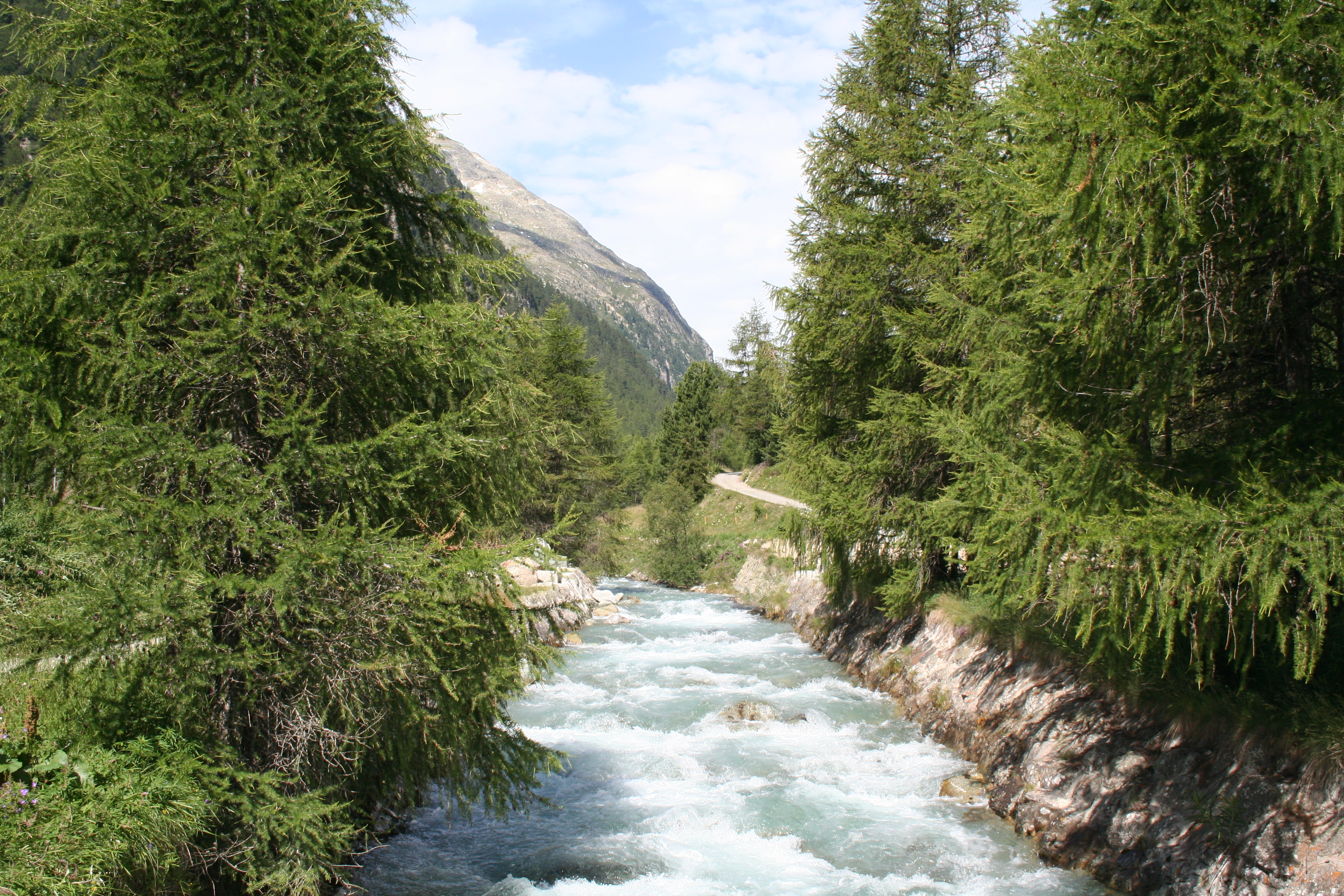
Le Beverin à l'entrée du Val Bever

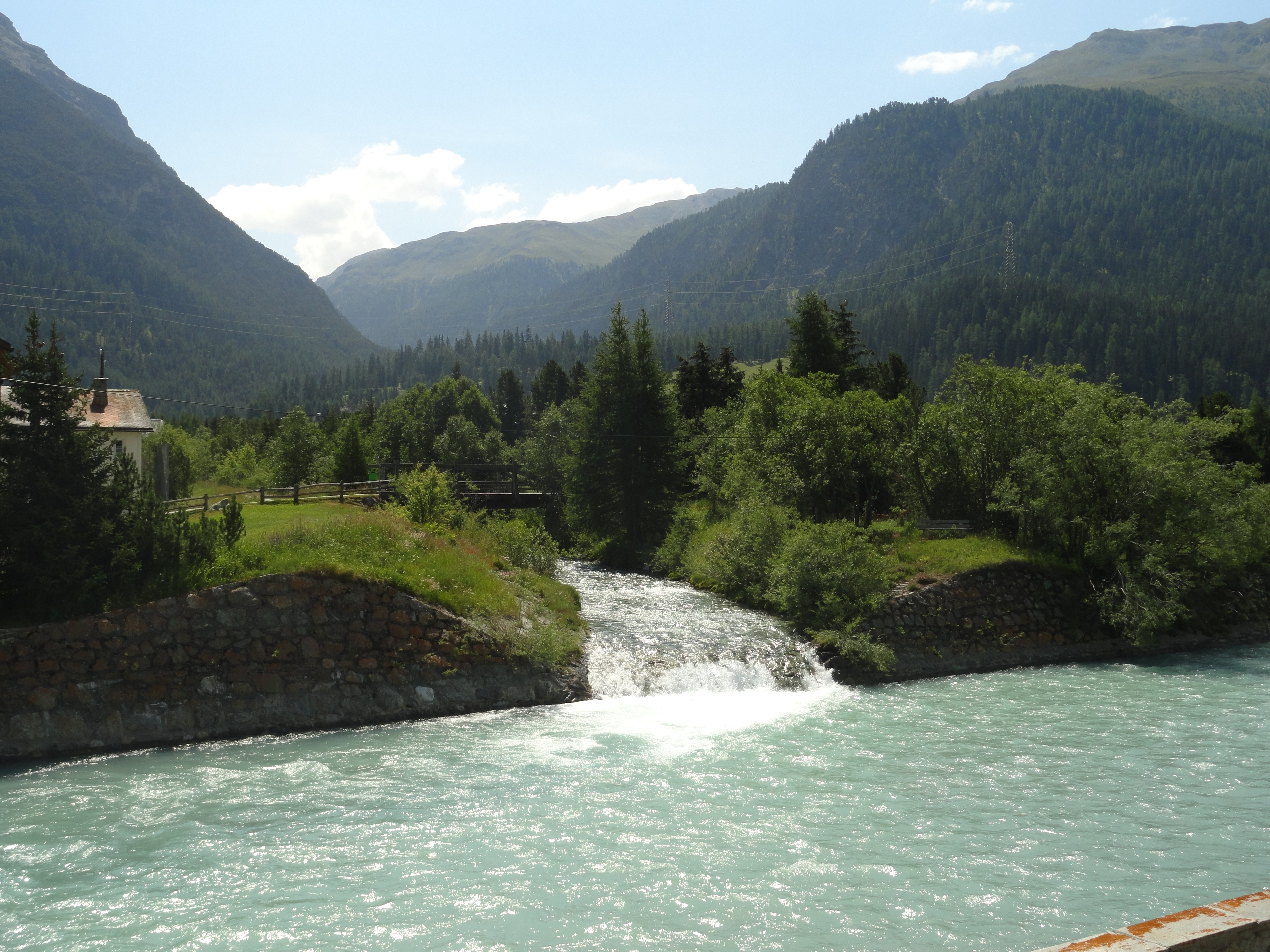
Confluent d'Ova Chamuera à La Punt

| - Ova dal Mulin (Plaun da Lej) - Ova da la Roda (Plaun da Lej) - Ova dal Crot (Plaun da Lej) - Ova da la Tscheppa (Föglias) - Ova dal Vallun (Silvaplana) - Ovel d'Orchas (Silvaplana) - Aguagliös (Champfèr) - Ova da Suvretta (Champfèr) - Ovel da la Resgia (Saint-Moritz) - Schlattain (Celerina / Schlarigna) - Beverin - Ova d'Alvara (La Punt) - Ova d'Es-cha (Madulain) - Ova da Fuschina (Zuoz) - Vallember (La Resgia) - Ova da Punt Ota (Cinuos-chel) - Ova da Barlas-ch (Brail) - Ova da Pülschezza (Brail) - Ova Sparsa (Zernez) - Ova da Sarsura (Zernez) - Susasca (Susch) - Aua da Sagliains (Sagliains) - Lavinuoz (Lavin) - La Clozza (Giarsun) - Tasnan (Muglins) - Brancla (Ramosh) | - Aua da Fedoz (Isola) - Fedacla (Baselgia) - Ova da la Resgia (Baselgia) - Ova da la Rabgiusa (Baselgia) - Ova da l'Alp (Baselgia) - Ova dal Sagl (Surlej) - Ova da Schinellas (Surlej) - Ovel da Staz (St. Moritz) - Flaz (Samedan) - Ova da Val Champagna (Samedan) - Ova da Musella (Champ) - Ova Chamuera (La Punt Chamues-ch) - Ova d'Arpiglia (Zuoz) - Ova da Varusch (San Güerg) - Ova da Tantermozza (Brail) - Spöl (Runatsch) - Aua da Zeznina (Lavin) - Aua da Nuna (Giarsun) - Aua da Sampuor (Ardez) - Aua da Plavna (Valacha) - Clemgia (Vulpera) - Uina (Sur En) |

## Affluents en Autriche

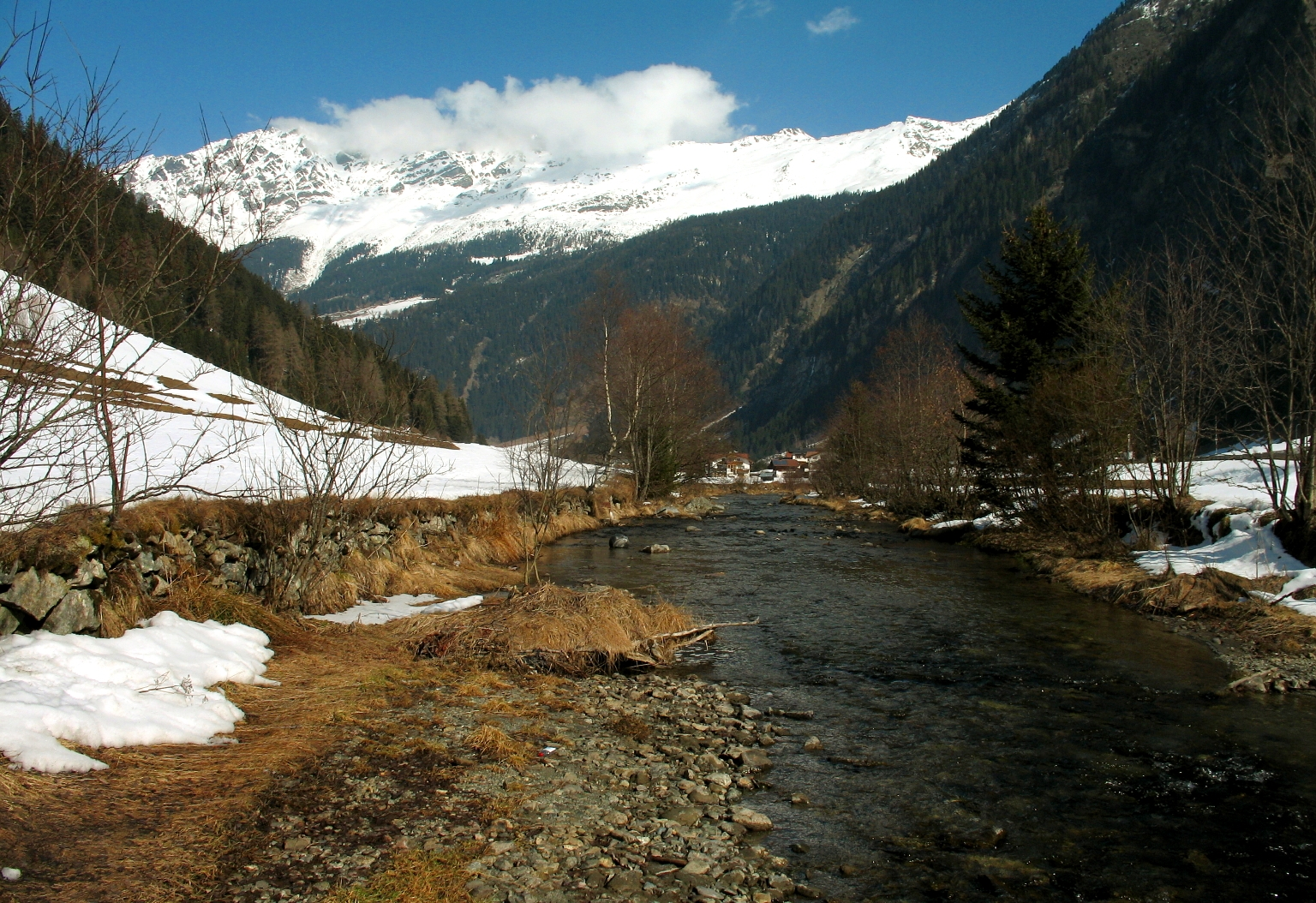
Le Fagge à Kaunertal

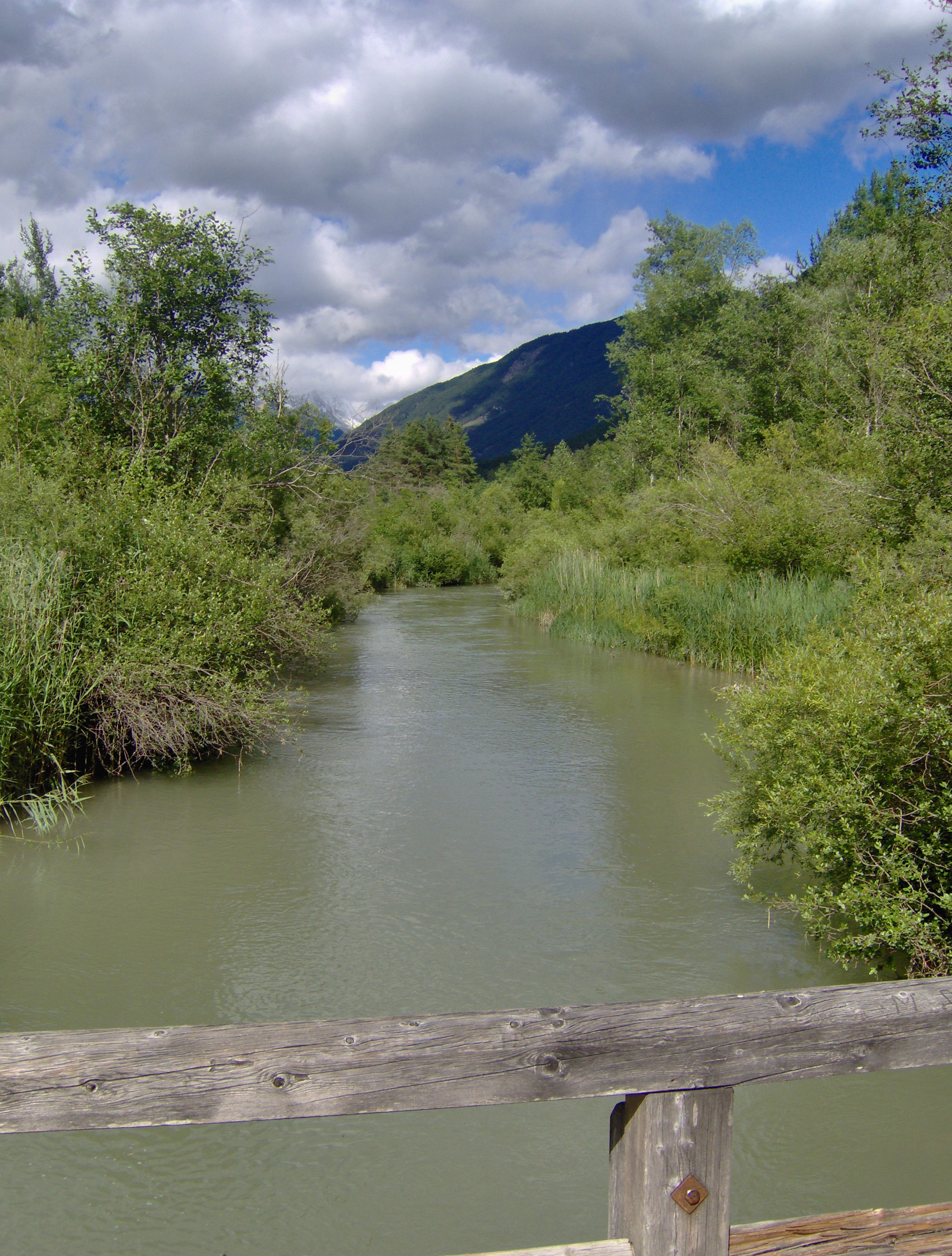
Le Gurglbach à Tarrenz

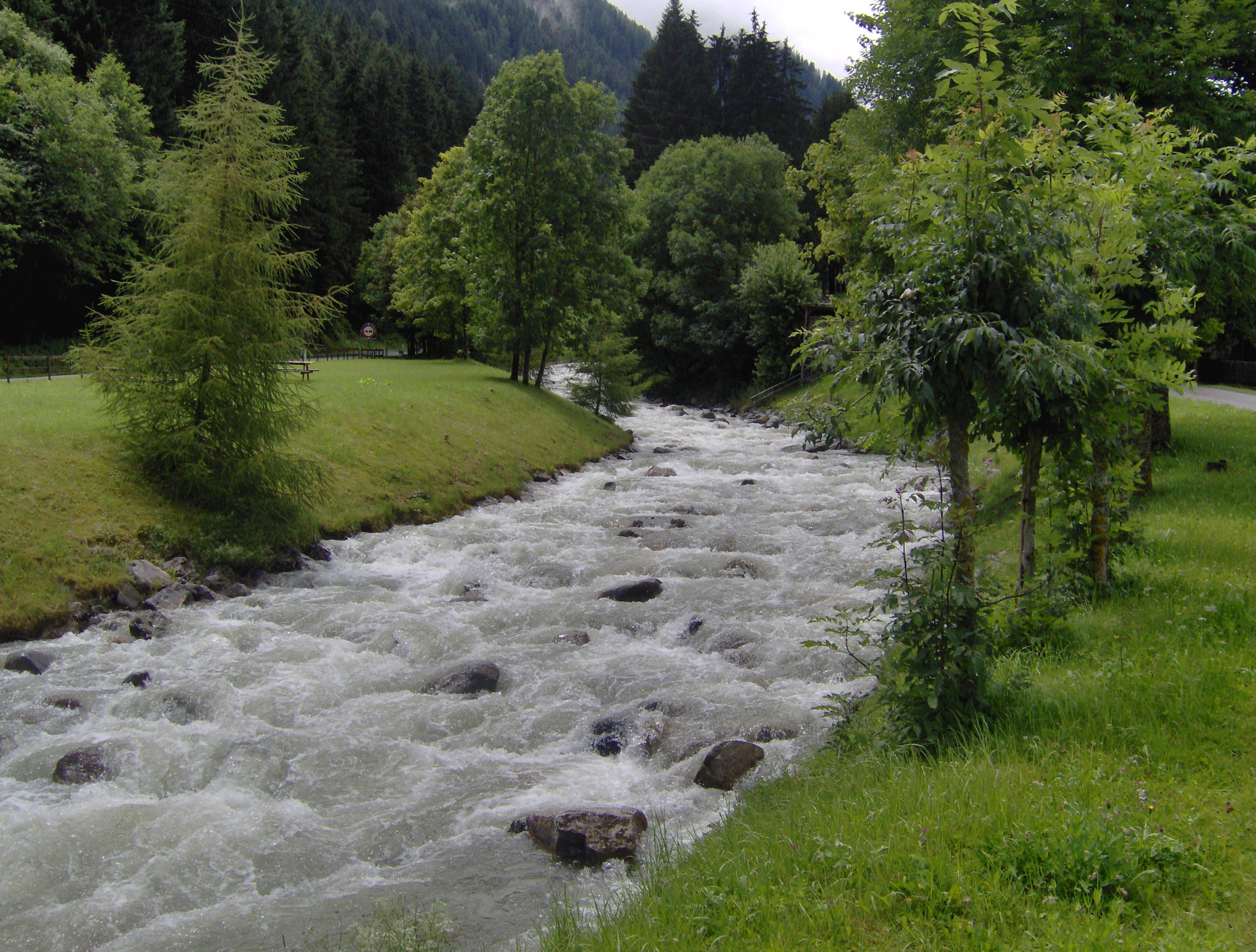
Le Melach à Sellraintal

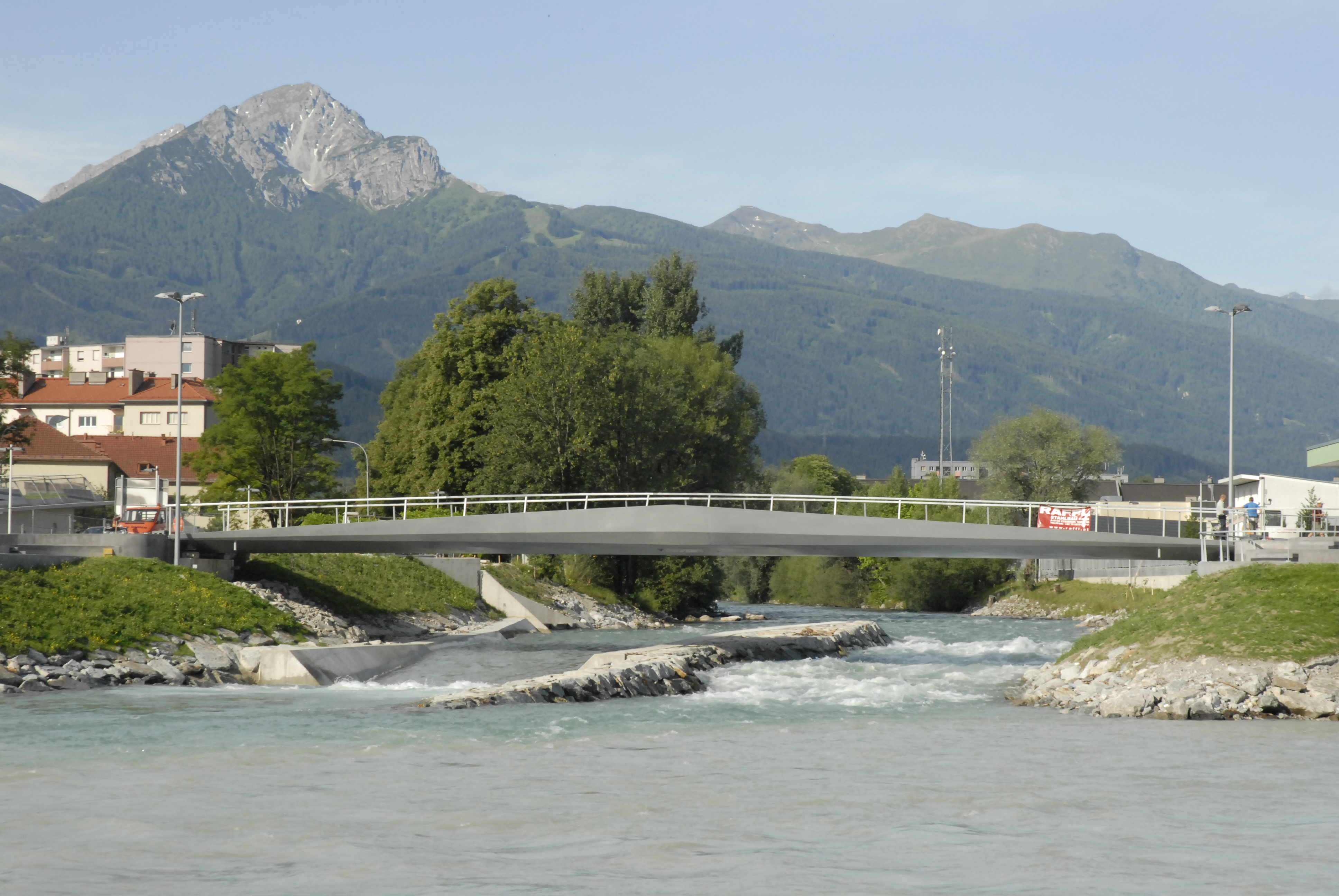
L'embouchure du Sill à Innsbruck

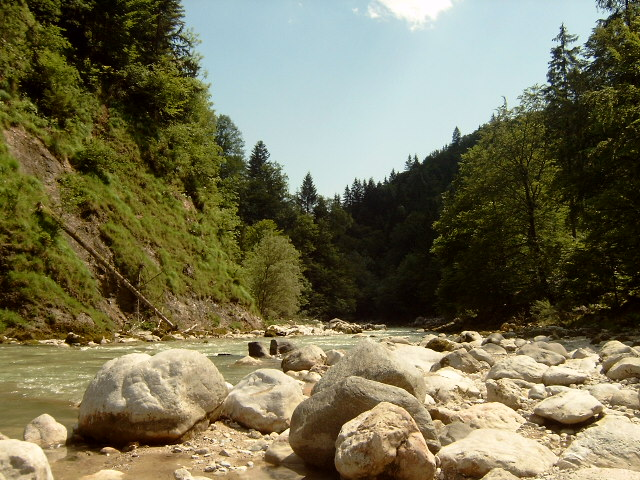
Le Brandenberger Ache près de Kramsach

| gauche | droit |
| --- | --- |
| - Schergenbach (Schalkl) - Kobler Bach (Hinterkobl) - Bocksteinbach (Vorderkobl) - Masnerbach (Pfunds) - Lafairsbach (Lafairs) - Schiltbach (Chupbach) - Argebach (Untertösens) - Beutelbach (Frauns) - Urgenebner (Überwasser) - Zanbach (Niedergallmigg) - Urgbach - Thialbach (Parfum) - Sanna (Landeck) - Lochbach (Zams) - Starkenbach - Fallender Bach (Lasalt) - Gurglbach (Brennbichl) - Klammbach (Moetz) - Stöttlbach (Untermieming) - Griesbach (Telfs) - Niederbach (Leblfing) - Schlossbach (Zirl) - Ehnbach (Zirl) - Sulzenbach (Kranebitten) - Lohbach (Innsbruck) - Höttinger Bach (Innsbruck) - Fallbach (Innsbruck) - Tuffbach (Weißbach, Innsbruck) - Weiherburgbach (Innsbruck) - Mühlauer Bach (Innsbruck) - Amtsbach (salle) - Baubach (Hall) - Weißenbach (Hall) - Fallbach (Baumkirchen) - Bärenbach (Fritzens) - Vomper Bach (Vomperbach) - Kasbach (Jenbach) - Habach Bach (Habach) - Brandenberger Ache (Kramsach) - Fellentaler Bach (Strass) - Rochenbach (Kufstein) - Morsbach (Zell) | - Stiller Bach (Nauders) - Tschingelsbach (Hinterrauth) - Arpartscheybach (Kajetansbrücke) - Radurschlbach (Pfunds) - Tösner Bach (Tösens) - Breithaslachbach (Breithaslach) - Christiner Bach (St. Christina) - Gschwendtbach (Ried) - Fagge (Faggen) - Feigwasser (Untergufer) - Guferbach (Außergufer) - Mühlbach (Fließ) - Muhlbach (Zams) - Kollbach (Zams) - Meranzbach (Kronburg) - Kronburger Bach (Kronburg) - Risselbach (Schönwies) - Kogelbach (Imsterberg) - Pitze (Wald) - Walder Bach (Wald) - Waldelebach (Waldele) - Leonhardsbach (Mairhof) - Ötztaler Ache (Ötzbruck) - Stadinger Bach (Staudach) - Stamser Bach (Stams) - Rietzer Bach (Rietz) - Klausbach (Pfaffenhofen) - Blahbach (Pfaffenhofen) - Kanzingbach (Flauring) - Klammbach (Polling) - Enterbach (Inzing) - Rettenbach (Unterperfuss) - Melach (Unterperfuss) - Axamer Bach (Völs) - Geroldsbach (Wilten) - Sill ( Innsbruck ) - Lanser Bach (Innsbruck) - Tulfer Bach (Kleinvolderberg) - Voldertalbach (Volders) - Wattenbach (Wattens) - Weerbach (Weer) - Scheibenbach (Pill) - Pillbach (Pill) - Lahnbach (Schwaz) - Tufter Bach (Buch) - Bucher Bach (Buch) - Schlierbach (Maurach) - Ziller (Klausegg) - Geyserbach (St. Gertraudi) - Alpbach (Brixlegg) - Maukenbach (Maukenbach) - Gießenbach (Kundl) - Wildschoenauer Ache (Kundl) - Aubach (Wörgl) - Wörgler Bach (Wörgl) - Brixentaler Ache (Wörgl) - Weißache (Kufstein) - Mitterndorfer Bach (Kufstein) - Kienbach (Kufstein) - Kaiserbach (Kufstein, Ebbs) - Jennbach (Weidach) - Ebbsbach (Niederndorf) - Trockenbach (Winkl) |

## Affluents en Allemagne
| gauche | droit |
| --- | --- |

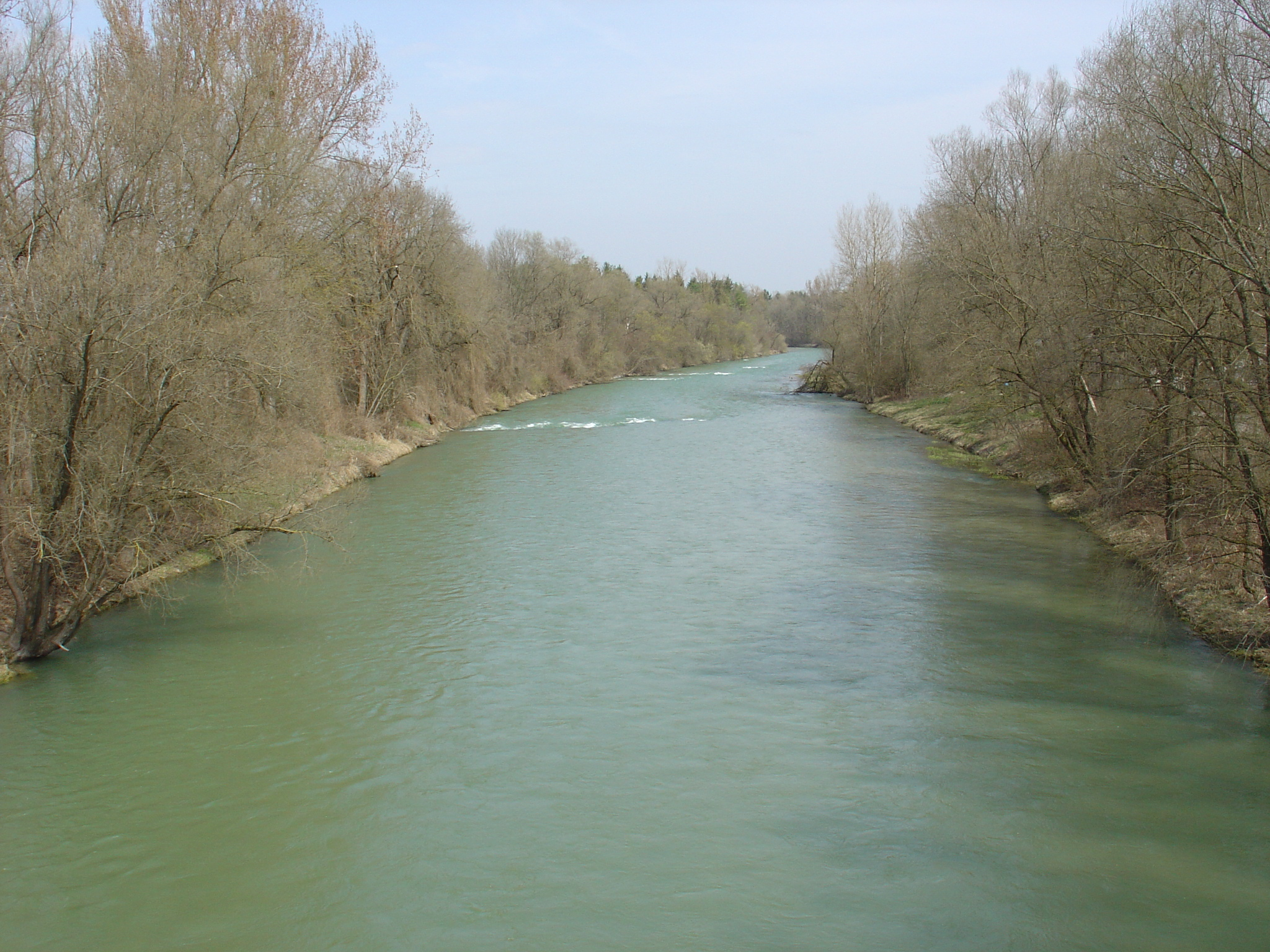
La Alz à Emmerting

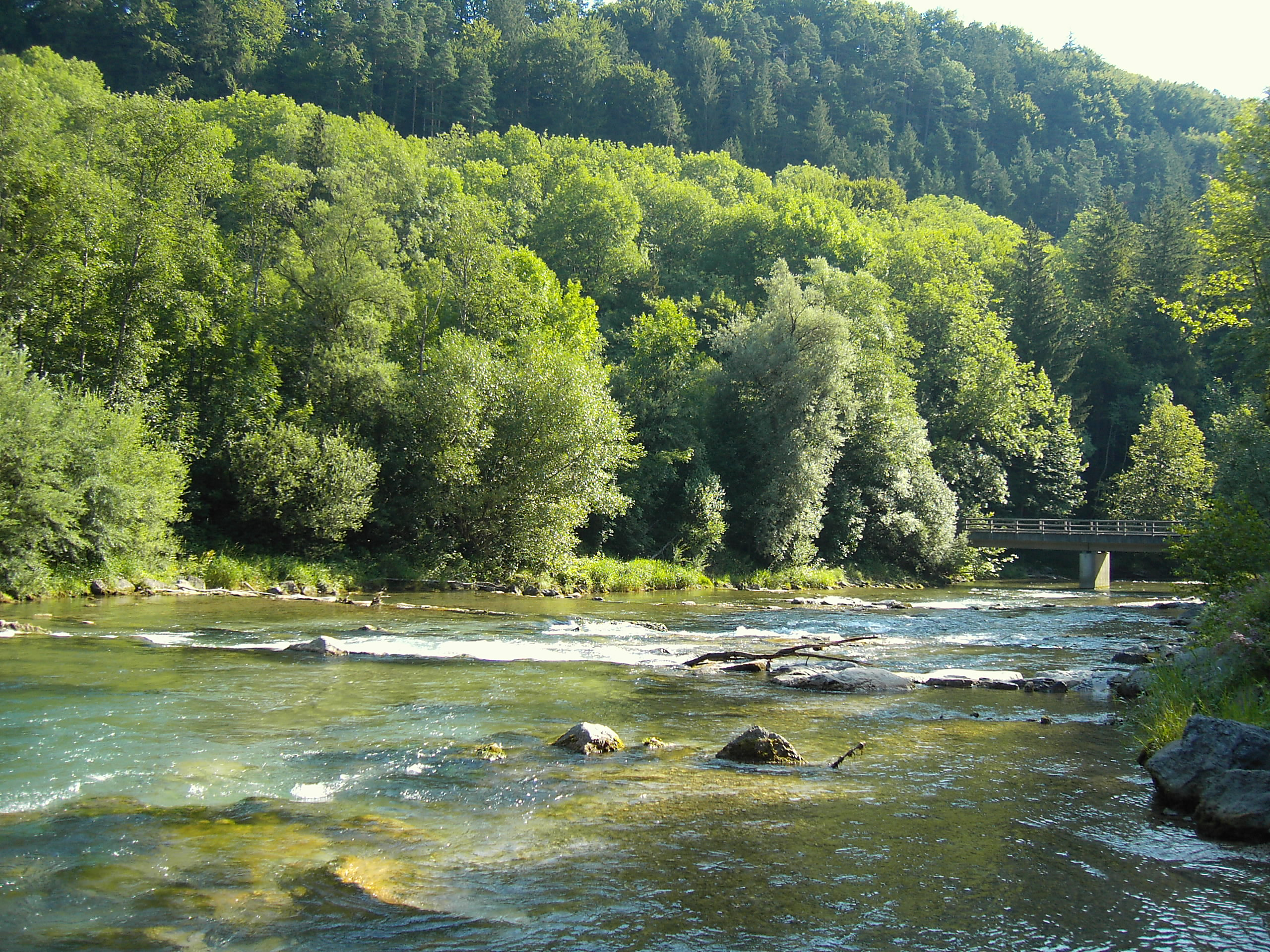
Le Mangfall au Mangfallknie

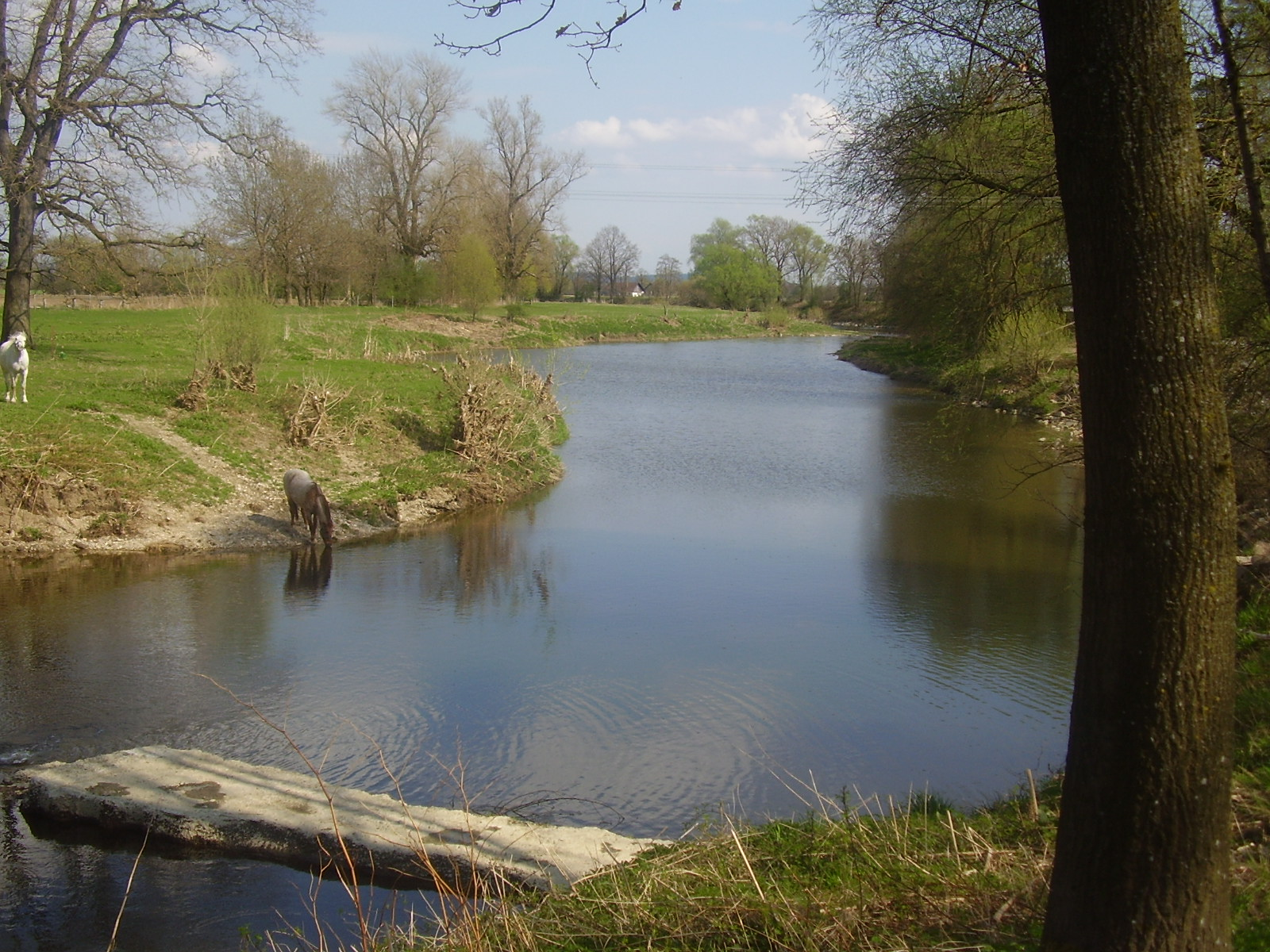
Le Rott à Ruhstorf

| - Kieferbach (Kiefersfelden) - Muhlbach (Oberaudorf) - Thaler Graben (Reisach) - Auerbach (Reisach) - Einödbach (déchets) - Grießenbach (Tiefenbach) - Kirchbach (Raubling) - Moosbach (Rosenheim) - Mangfall (Rosenheim) - Rott (Rott) - Katzbach (Sendling) - Attel (Attel) - Gerner Graben (Wasserburg) - Birndorfer Graben (Wasserburg) - Kobler Graben (Wasserburg) - Reitenbach (Zell) - Nasenbach (Königswart) - Rainbach (Gars) - Reitengraben (Wörth) - Hopfgartengraben (Au) - Hanselgraben (Untereinöd) - Holzhauser Bach (Sankt Erasmus) - Altmühldorfer Bach (Mühldorf) - Isen (Kronberg) - Aubach (Unterau) - Reischachbach (Kager) - Westerndorfergraben (Niederperach) - Entwässerungsgraben (Stammham) - Hofschallenbach (Stammham) - Turkenbach (Stammham) - Seibersdorfer Bach (Bergham) | - Etzenauerbach (Windshausen) (également Euzenauerbach ) - Labach (Nußdorf) - Achen (Nußdorf) - Breitener Bach (Neubeuren) - Rohrdorfer Achen (Rosenheim) - Sims (Rosenheim) - Fischbach (Sulmaring) - Murn (Obermühl) - Leimbach (Laiming) - Wurbach (Wasserburg) - Irlgraben (Odelsham) - Mühlbach (Rieden) - Kemater Achen (Dobl) - Seeweiherbach (Jettenbach) - Wildbach (Jettenbach) - Maximilianbach (Kraiburg) - Wanklbach (Kraiburg) - Schlößlbach (Kraiburg) - Guttenburger Bach (Guttenburg) - Frauendorfer Bach (Heisting) - Flossinger Bach (Mühldorf) - Graben du diable (Ehring) - Grünbach (Ehring) - Hirschbach (Teising) - Teisinger Bach (Unterholzhausen) - Wasserwimmer Bach (Wasserwimm) - Fischbach (Neuötting) - Mörnbach (Neuötting) - Mittlinginger Bach (Kuhbauer) - Alz (Oberpiesing) - Wiesenbach (Niedergottsau) |
| Affluents du Salzbach | |
| - Kirchdorf Bach (Machendorf) - Simbach (Simbach) - Little Inn (Simbach) - Winklhamer Graben (Dietmaning) - Prienbach (Mühlau) - Kirnbach (Ering) - Malchinger Bach (Egglfing) - Kößlarner Bach - Rott (Neuhaus) - Ehebach (Neuhaus) - Vornbacher Bach (Vornbach) - Schwarzsägbach (Neufelser) - Soldatenrunnbach (Neufelser) | |
| À Passau | |
| - Rackeringbach (Passau) - Fuchsdoblbach (Passau) | - Schwendoblbach (Passau) - Beiderwiesbach (Passau) - Muhltalbach (Passau) |

## Affluents Autrichien duSalzach
| gauche | droit |
| ------ | --- |

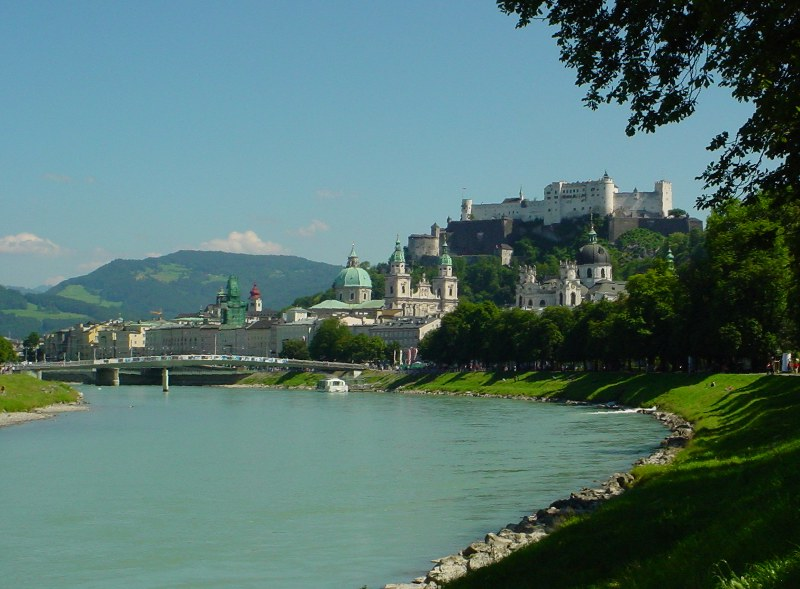
La Salzach à Salzbourg

|        | - Enknach (Braunau) - Mattig (Braunau) - Ach (Mühlheim) - Gurtenbach (Obernberg) - Hartbach (Reichersberg) - Antiesen (Mitterding) - Todtenmannbach (Dietrichshofen) - Holzleithenbach (Holzleithen) - Etzelshofer Bach (Suben) - Pram (Scharding) - Lindenbach (Wernstein) - Zieblbach (à la cabane Schärdinger) |

## références
1. ↑   Stadtplandienst.ch